# Charles-César de Damas d'Antigny
Charles César, duc de Damas d'Antigny (1758-1829), est un général et homme politique français.

## Famille
Joseph-François-Louis-Charles-César, comte de Damas d'Antigny, duc de Damas (1827), est né à Paris le 25 octobre 1758. Il est le fils aîné de François-Jacques Damas, marquis d'Antigny, comte de Ruffey, baron de Chevreau, seigneur du Breuil, et de Zéphirine-Félicitée de Rochechouart. Son frère cadet est Roger de Damas d'Antigny. C'est le cousin germain de Talleyrand, par la mère de ce dernier, Alexandrine de Damas d'Antigny ; les deux cousins n'ont pas le même positionnement face à la Révolution.

## Mariage et descendance
Il épouse le 11 avril 1779 Aglaé Andrault de Langeron (1759-1827), dont il divorcera en 1812. Ils auront une fille unique : 
- Adélaïde Louise Zéphirine (1784-1838), qui épousera (1) le comte Charles de Voguë (postérité), (2) le marquis César-Laurent de Chastellux (postérité)[3]

## Avant la Révolution
En 1771, il entre au régiment du roi en infanterie avant de devenir lieutenant en 1773 puis capitaine en 1778. À partir de 1780, il est nommé aide de camp de Jean-Baptiste-Donatien de Vimeur de Rochambeau durant la guerre d'indépendance américaine, gentilhomme d'honneur du comte de Provence (futur Louis XVIII), le comte de Damas est colonel de son régiment de dragons à partir de 1788.

## Sous la Révolution
En juin 1791, Charles César de Damas est en garnison à Saint-Mihiel, à la tête de quatre-vingts cavaliers seulement, en raison de la désorganisation de l'armée. Mis au courant du passage de la berline de Louis XVI, il est chargé d'assurer le relais de Clermont-en-Argonne et de conduire le roi et sa famille jusqu'à Varennes. Lorsqu’arrive la berline de la famille royale, le comte de Damas ne peut rien faire, à cause de l'entêtement du Roi et de la Reine, qui refusent la discrétion, et ensuite refusent de lui confier le Dauphin, que Damas voulait protéger en priorité.
Arrêté le 22 juin 1791, le comte de Damas profite de l'amnistie décrétée par l'Assemblée constituante.  Dès sa libération, il devient le capitaine des gardes du comte de Choiseul-Stainville devant Calais. Il accompagne le comte d'Artois dans l'expédition infructueuse de l'Île d'Yeu, puis il retourne en garnison française établie en Allemagne, et le comte de Provence le nomme maréchal de camp en octobre 1795.

## Sous le Premier Empire
Revenu en France en 1801, il se tient à l'écart.

## Sous la Restauration
Louis XVIII, à son retour en 1814, le fait pair de France et lieutenant général des armées du Roi. Il est capitaine-lieutenant de la compagnie des chevau-légers de la garde du roi pendant l'éphémère reformation de la compagnie (1814-1815).
Il l'accompagne en Belgique pendant les Cent-Jours.
Charles X lui accorde le titre de duc en 1827.
Il meurt à Paris le 15 mars 1829.

## Fonctions
- Pair de France : 
  - Première Restauration - Nommé à la Chambre des pairs par Louis XVIII le 4 juin 1814
  - Seconde Restauration - Redevenu membre de la Chambre des Pairs (1815)